# Aeroportul Sakon Nakhon
Aeroportul Sakon Nakhon (IATA: SNO, ICAO: VTUI) este un aeroport din That Na Weng⁠(d), Districtul Mueang Sakon Nakhon, Provincia Sakon Nakhon, Thailanda. Aeroportul a fost tranzitat în 2020 de 257.684 de pasageri.
Situat la o altitudine de 161 m, aeroportul dispune de o singură pistă. Este operat de Royal Thai Air Force⁠(d).